# Milower Straßenbrücke
Die Milower Straßenbrücke, auch kurz nur Milower Brücke genannt, führt die Landesstraße 963 als Milower Straße über die Havel zwischen den Orten Milow und Premnitz im Landkreis Havelland im Land Brandenburg. Bis 1949 mit kurzer Unterbrechung, konnte die Havel zwischen Milow und Premnitz nur mit einer Fähre überwunden werden. Knapp vierzehn Jahre lang gab es eine Holzbrücke, die 1960 durch eine massive Betonbrücke ersetzt wurde. Die Brücke befindet sich am Kilometer 92,90 der Unteren Havel-Wasserstraße.

## Geschichte
Über die Havel wird etwa an der Stelle der heutigen Brücke bereits 1742 ein Fährbetrieb erwähnt. Sie war eine Pachtfähre derer von Treskow und von Moritz von Anhalt-Dessau. Die ansässigen Fischer machten der Fähre im Nahverkehr zwischen Milow und Premnitz immer wieder Konkurrenz. Die Wagenfähre wurde an Seilen und Ketten über den Fluss gezogen. Die Fähre wurde 1926 mit einem Motor ausgestattet und zog sich fortan an Stahlseilen von einem Havelufer zum anderen. Die Anwohner, auch die Milower wünschten sich schon länger eine Brücke über den Fluss. Die Landesherren, die Gutsbesitzer und auch die Fährleute waren jedoch aus eigenem Interesse gegen einen Brückenbau, sodass die Fähre Jahrhunderte überdauerte. Soldaten der zurückweichenden Wehrmacht versenkten kurz vor Ende des Zweiten Weltkrieges 1945 die Fähre. Pioniere der nachrückenden Roten Armee errichteten kurz darauf mit zur Zwangsarbeit verpflichteten Bürgern der Umgebung eine Pontonbrücke. Die Fähre konnte zwar gehoben werden, aber 1948 wurde begonnen eine Holzbrücke über die Havel zu bauen. Mit der Freigabe der Brücke 1950 war der Fährverkehr beendet.
Die damals errichtete Holzbrücke war für eine zehnjährige Nutzungsdauer gedacht. Durch die rege Verkehrsnutzung und durch den Eisgang der Havel war sie bis gegen Ende der 1950er Jahre stark in Mitleidenschaft gezogen worden. Zusätzlich bildete sie aufgrund der geringen Durchfahrtsbreite und Höhe zunehmend eine Behinderung für die Schifffahrt auf der Havel.

## Die Brücke
Im Jahr 1959 wurde mit dem Bau einer Spannbetonbrücke mit nur zwei Pfeilern über die an dieser Stelle 85 Meter breite Havel begonnen. Zwischen den Pfeilern sollte eine Durchfahrtsbreite von 40 Metern für die Schifffahrt gewährleistet sein. Die nutzbare Fahrbahnbreite beträgt sechs Meter und auf jeder Seite der Brücke entstand ein Fußweg von 1,30 Meter Breite. Die Bauarbeiten erfolgten teilweise unter Zuhilfenahme der noch vorhandenen Holzbrücke. Für den Unterbau wurden 575 Kubikmeter Beton gebraucht. Im Überbau wurden 582 Kubikmeter Beton verarbeitet. Die insgesamt 32 Spannglieder sind je 85,50 Meter lang und wiegen zusammen 25,30 Tonnen. Die Betonierungsarbeiten haben drei Tage gedauert und wurden im Drei-Schichtsystem durchgeführt. Zum Jahresende 1960 wurde die Brücke dem Verkehr übergeben.

### Neubau
Seit dem April 2018 gab es ein Planfeststellungsverfahren zur Erneuerung der Milower Straßenbrücke. Durch diesen Planfeststellungsbeschluss wurde die Zulässigkeit des Bauvorhabens einschließlich aller notwendigen Folgemaßnahmen an anderen Anlagen im Hinblick auf alle von ihm berührten öffentlichen Belange festgestellt. Am 25. Mai 2020 begannen die Arbeiten zum Neubau der Brücke über die Havel im Zuge der L 963 sowie für den Ausbau des Knotenpunktes L 96/L 963 zum Kreisverkehr. 
Während der Bauarbeiten war eine abschnittsweise halbseitige Sperrung unter Verwendung einer Baustellenampel vorgesehen. Der Verkehr wurde somit an der Baustelle vorbeigeführt. Eine Umleitung war nicht vorgesehen.

#### Behelfsbrücke
Bevor die Milower Brücke abgerissen und neu gebaut werden konnte, wurde oberhalb, also östlich, eine Behelfsbrücke errichtet. Die Behelfsbrücke wurde einspurig ausgeführt und der Verkehr durch eine Ampel geregelt. Der Verkehr konnte wechselseitig die Behelfsbrücke passieren. Verkehrseinschränkungen nach Größe und Art der Verkehrsteilnehmer gab es nicht. Als Behelfsbrücke wurde eine Systembrücke, eine universell einsetzbare Brücke nach dem Baukastenprinzip aus Stahl errichtet, welche die erforderliche Durchfahrtsbreite und Höhe für die Schifffahrt gewährleistet. Die Behelfsbrücke hatte eine lichte Weite von 94,00 Meter haben, wobei die Stützweite der Felder rechnerisch jeweils 26,54 Meter, 40,69 Meter und 28,18 Meter betrug. Zwischen den Geländern (BzG) war sie 5,40 Meter breit.

## Bilder

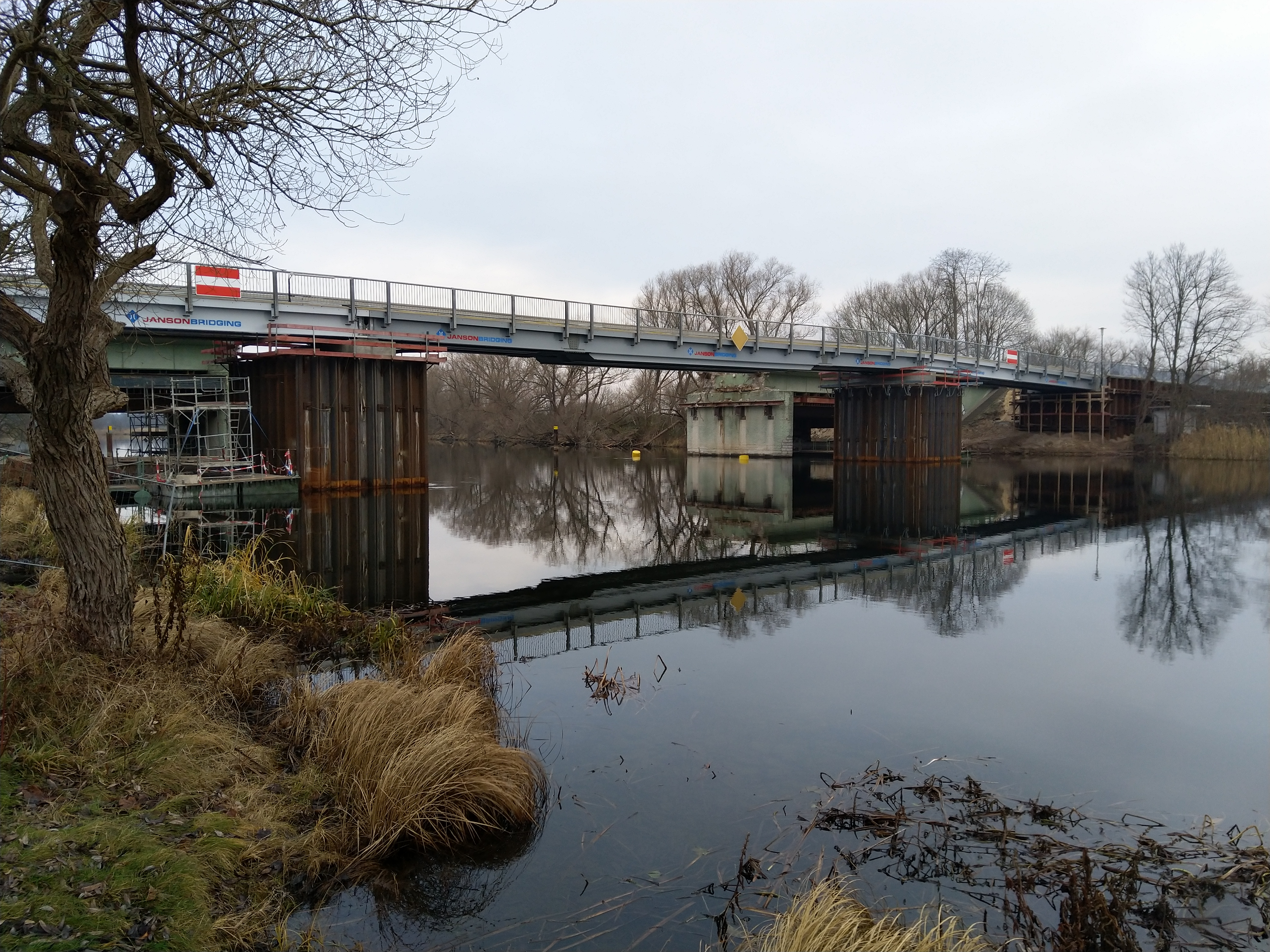
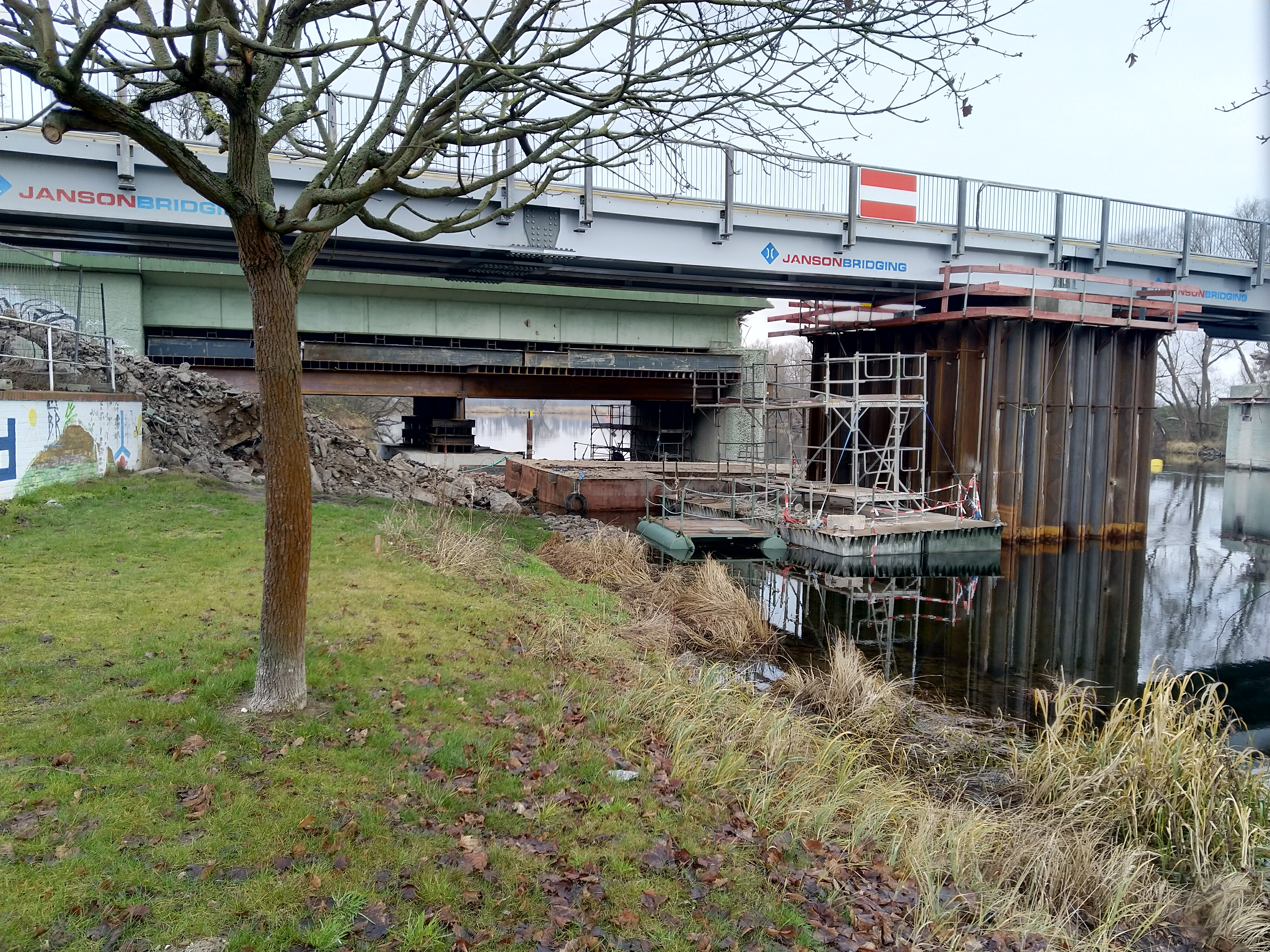

### Ersatzneubau
Die neue Milower Straßenbrücke wurde als Balkenbrücke in Stahl-Verbundbauweise über drei Felder hergestellt. Die Widerlager entstanden als Kastenwiderlager mit Parallelflügel in Massivbauweise. Die Gründung ist mittels Großbohrpfählen mit einem Durchmesser von 1,20 vorgesehen. Die Strompfeiler der jetzigen Brücke konnten für den Ersatzneubau wiederverwendet werden. Hier erfolgte lediglich ein teilweiser Neubau im Pfeilerkopfbereich. Die Betonoberfläche der Pfeiler wurde aufgearbeitet. Die Brücke hat eine lichte Weite von 83,00 Meter haben, wobei die Stützweite jeweils 21,855 Meter, 41,38 Meter und 21,77 Meter betragen. Zwischen den Geländern (BzG) ist sie 12,00 Meter breit. Die neue Brücke wurde am Mittwoch, den 7. September 2022, vollständig für den Verkehr freigegeben. Auch die Erneuerung der Landesstraße L 963 und der Bau des Kreisverkehrs mit der L 96 sind beendet.